# Axel Sahlin

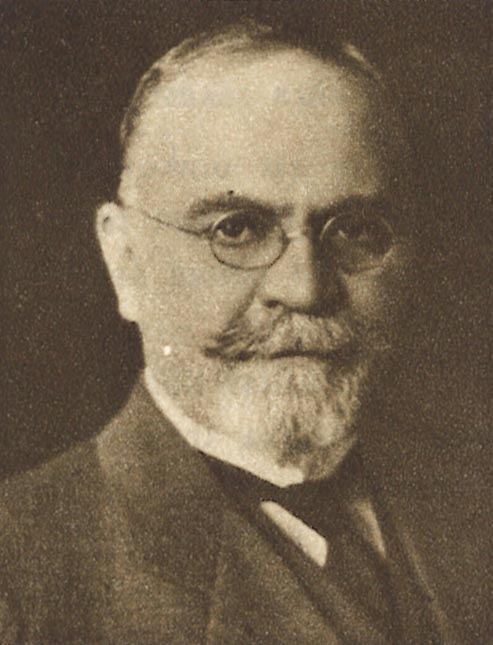
Axel Sahlin på 1920-talet.

Axel Sahlin, född den 8 september 1855 i Ed, Värmlands län, död den 10 juni 1937, var en svensk ingenjör. Han var brorson till Carl Yngve Sahlin.
Sahlin utexaminerades 1877 från Kungliga Tekniska högskolan och innehade från 1881 i USA en följd av år ledande platser vid stora amerikanska järnverk som Cambria Steel Company och Pottstown Iron Company i Pennsylvania och Maryland Steel Company i Baltimore. Han kallades 1898 till chef för Millom and Askam Hematite Iron Companys masugnsanläggningar i Cumberland, England, och ägnade sig från 1903 åt konsulterande verksamhet inom olika områden av metallurgin. Han var delägare i den världsbekanta anglo-amerikanska ingenjörsfirman Julian Kennedy, Sahlin & Company, vilken sedermera ombildades under firmanamnet International Engineering Company med huvudsäte i Bryssel samt filialer i London och Pittsburgh. 
Sahlin ansågs som en av sin tids främsta auktoriteter i fråga om koksmasugnar och tackjärnsframställning samt var en av de fyra fackmän, som 1901 utsändes till Nordamerika av British Iron Trade Association för att studera den amerikanska järnindustrin ur brittisk synpunkt.  I det klassiska arbetet American Industrial Conditions and Competitìon (1902), i vilket resultatet av dessa fackmäns iakttagelser sammanfattades, utarbetade Sahlin de delar, som avhandlar masugnsdriften. Hans namn är knutet bland annat till anläggningen av det stora järnverket Tata Iron and Steel Works i Jamshedpur, dåvarande Brittiska Indien. Han invaldes 1925 som utländsk ledamot av Ingenjörsvetenskapsakademien.